# Probaryconus pulcher
Probaryconus pulcher är en stekelart som först beskrevs av Alan Parkhurst Dodd 1913.  Probaryconus pulcher ingår i släktet Probaryconus och familjen Scelionidae. Inga underarter finns listade i Catalogue of Life.